# Vores fjerde far
Vores fjerde far er en dansk komediefilm fra 1951, instrueret af Jon Iversen og skrevet af Sys Gauguin. Filmen er en fortsættelse af Hold fingrene fra mor.

## Handling
H.F.F.M. - mon der ikke er en hel del, der husker denne klub, som fire søskende: Dirk, Dorte, Mik og Jo-Jo startede engang? "Hold fingrene fra mor" - i sig selv siger det jo alt. Gennem flere år har dette firkløver haft det som i et lille paradis sammen med deres mor, forfatterinden Lulu Wänner. De har hver sin far. dvs. Mik og Jo-Jo har den samme. De er nemlig tvillinger.

## Medvirkende
- Berthe Qvistgaard
- Helge Kjærulff-Schmidt
- Preben Mahrt
- Gunnar Lauring
- Agnes Rehni
- Ib Schønberg
- Osvald Helmuth
- Ove Sprogøe
- Inge Ketti
- Elga Olga Svendsen
- Henry Nielsen
- Kjeld Petersen
- Lone Hertz